# 纤柄红豆
纤柄红豆（学名：Ormosia longipes）为豆科红豆属下的一个种。其种加词“Longipes”意为“长梗的”，“长柄的”。